# Высадка металла

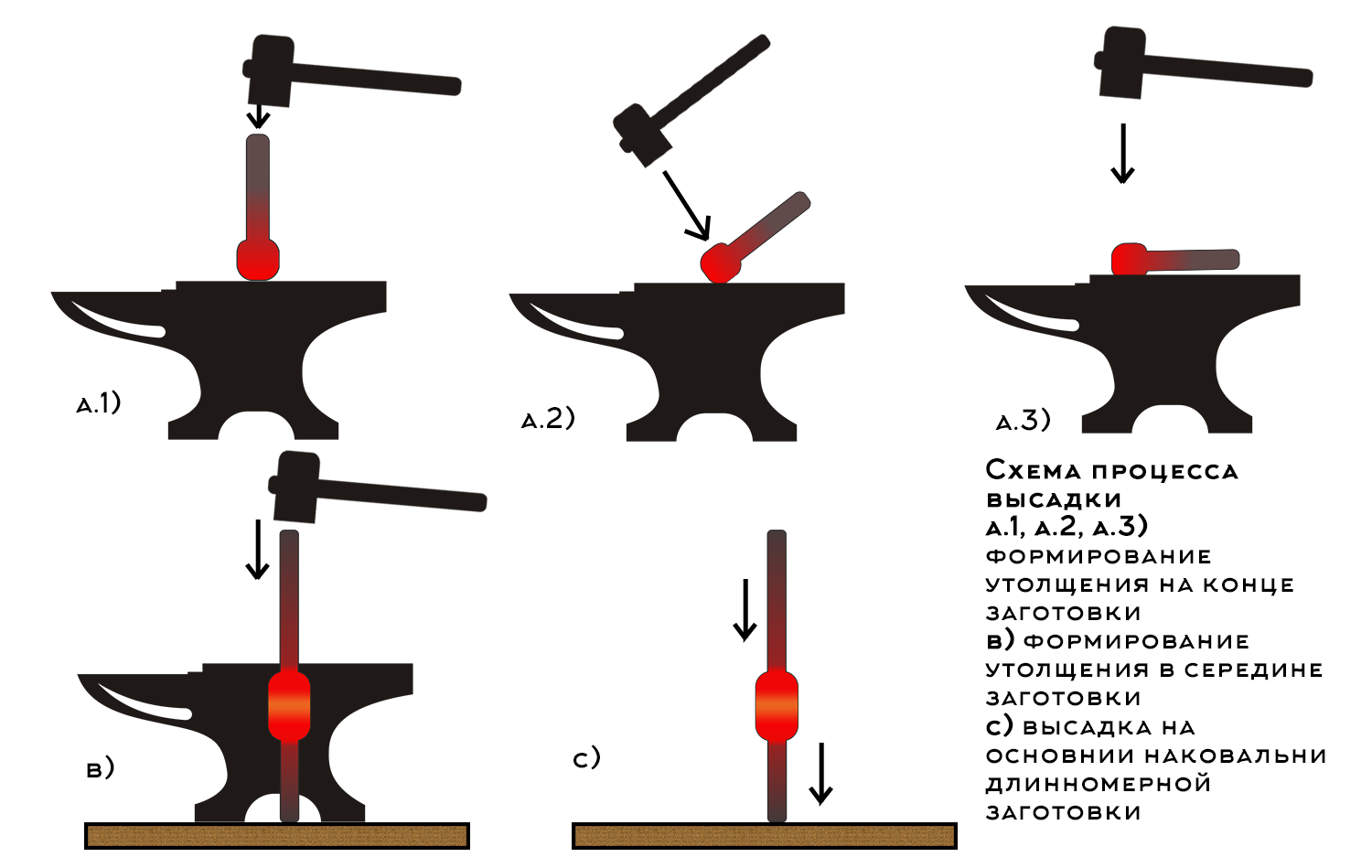
Схема способов высадки металла

Высадка металла — кузнечная операция, процесс обработки металлической заготовки посредством давления, создание совместных утолщений на прутковых или трубных заготовках путем уменьшения их длины (частичная осадка). Этот метод применяют, когда необходимо увеличить поперечное сечение части заготовки за счёт уменьшения её длины.

## Технология
Стоит различать два смежных метода обработки металла: осадку и высадку. В первом случае имеется в виду выполнение процесса по всей длине заготовки. Во втором случае обрабатывается только часть заготовки. Конец заготовки, который необходимо «осадить» нагревается в горне или печи до температуры ковки. Длина поковки или нагретой части заготовки при высадке не должна превышать 2-2,5 диаметра заготовки, иначе она изогнется. Если нет возможности ограничить зону заготовки, то на ней зубилом делают засечки на месте высадки. Затем разогретую заготовку берут клещами и быстро охлаждают в воде концы, а часть, отмеченную засечками оставляют разогретой. Мастер ставит заготовку на наковальню разогретым концом и обозначает места ударов, а также силу удара. Под воздействием кувалды нагретый металл деформируется, увеличивается его диаметр и уменьшается длина. При этом холодный участок металлического полотна не подвергается деформации и остается в первоначальной форме. Конец заготовки под ударами может принимать различную форму, в том числе форму цилиндра. При необходимости операцию повторяют несколько раз. Длинномерные заготовки со значительной массой можно высаживать без молотка, нанося удары по наковальне непосредственно самой заготовкой. Если утолщение приобрело неправильную форму или сместилось, то операцию повторяют или устраняют дефект с помощью проковки.
Также высадку делают горячим способом и холодным. В отличие от горячего способа штамповки, высадка проводится при температуре сплава ниже точки рекристаллизации, то есть снижения прочности и твердости металла и повышения его пластичности. На предприятиях массового производства горячая высадка осуществляется на горизонтально-ковочных машинах. Холодная высадка осуществляется на холодно-высадочных автоматах и прессах.

## Преимущества
Высадка холодным способом позволяет изготавливать наиболее сложные формы, которые не получить при использовании иных операций. По сравнению с другими процессами штампования высадка отличается высокой производительностью и точностью поковок (без облоя). При этом целостность металла не нарушается и не деформируется. Это способствует увеличению коэффициента использования материала до 100 % даже в наиболее сложных деталях.

## Примеры изделий
Для изготовления изделий массового производства: болтов, гаек, гвоздей необходима высадка, утолщенная с одного конца. Исходным материалом может быть пруток или проволока. Горячей высадкой изготовляют поковки шестерён, клапанов, рессор, колец, валиков и т. п. Холодной высадкой — болты, заклёпки и др.